# Super Heavy
Super Heavy (произн. супер хэви, дословно — Сверхтяжёлая) — многоразовый ракетный ускоритель, выполняющий функции первой ступени сверхтяжелой ракеты-носителя Starship. Используется в сочетании с космическим кораблём Starship, выполняющим функции второй ступени ракеты.
20 апреля 2023 года Super Heavy впервые поднялся в воздух во время первого совместного испытательного полёта ракеты Starship, но был подорван спустя пару минут после запуска из-за входа ракеты в неконтролируемое вращение. 6 июня 2024 года во время четвёртого испытательного полёта Starship была произведена первая успешная мягкая посадка ускорителя на воду в районе Мексиканского залива. 13 октября 2024 года во время пятого испытательного полёта Super Heavy успешно приземлилась на стартовую площадку и была поймана манипуляторами «Mechazilla».

## Конструкция
Первая ступень сверхтяжелой ракеты-носителя имеет высоту 71 м, диаметр 9 м и состоит из четырёх основных отсеков: двигательного отсека, метанового бака, кислородного бака и промежуточной ступени. Илон Маск заявлял, что окончательный проект будет иметь сухую массу от 160 т до 200 т, с резервуарами весом 80 т и промежуточной ступенью 20 т.

### Топливные баки
Топливный бак на Super Heavy выполнен из нержавеющей стали и разделен общей перегородкой, аналогичной тем, которые используются на ступенях S-II и S-IVB ракеты Saturn V. К кислородному баллону прикреплены четыре скулы. Они защищают ёмкости, размещённые на борту, а также обеспечивают подъемную силу во время полета.
Сообщается, что баки ракеты-носителя вмещают 3600 т топлива, включая 2800 т жидкого кислорода и 800 т жидкого метана.
Однако современные прототипы ступени могут вмещать только 3400 т топлива. Таким образом, только одна первая ступень Super Heavy превосходит общую стартовую массу ракеты Saturn V, составлявшую 2950 т.

### Двигатели
На ускорители установлено 33 двигателя Raptor, которые расположены тремя концентрическими кольцами. Внешнее кольцо из 20 двигателей имеет конфигурацию «Raptor Boost», в которой для экономии веса отсутствуют карданные приводы. На полной мощности все двигатели создают совокупную тягу 75,9 МН. Однако Raptor 3 может увеличить тягу до 90 МН на уровне моря.

### Промежуточная ступень
Промежуточная ступень также оснащена четырьмя решетчатыми рулями с электроприводом, каждая массой 3 т. В отличие от Falcon 9, рули не убираются и остаются выдвинутыми во время подъёма. Во время свободного полета в космическом вакууме управление обеспечивается двигателями на холодном газе.
Промежуточная ступень также имеет выступающие точки крепления, расположенные между решетчатыми рулями. Они позволяют поднимать или захватывать ракету-носитель пусковой башней.
После первого испытательного полета Starship все ускорители имеют дополнительную промежуточную ступень высотой 1,8 м для обеспечения горячей расстыковки. Она содержит защитный купол, защищающий верхнюю часть Super Heavy от двигателей второй ступени. По заявлениям Илона Маска, это изменение может привести к увеличению полезной нагрузки на низкую околоземную орбиту на 10 %.

## Схема полета
Примерно за час тридцать семь минут до полета ракета-носитель начинает загрузку топлива. За 19 минут и 40 секунд до старта начинается охлаждение двигателей. Это необходимо для защиты турбонасосов двигателя от термического удара. За три секунды до полета начинается последовательность запуска тридцати трех двигателей. После старта двигатели работают в течение 169 секунд, после чего 30 двигателей выключаются, оставляя только три центральных двигателя с тягой 50 %. Корабль запускает свои двигатели, при этом оставаясь прикрепленным к ускорителю, и отделяется, в то время как ускоритель вращается для манёвра возвращения. Во время манёвра Boostback Burn используются 13 центральных двигателей, и он длится 54 секунды. Примерно через шесть минут после старта 13 двигателей снова запускаются для выполнения посадочного манёвра, и ракета-носитель подхватывается парой механических рычагов.

## Испытания
Испытания Super Heavy проводятся на космодроме Starbase в Бока-Чика, Техас.

### Наземные испытания (BN1—B6)
BN1 был первым прототипом ускорителя Super Heavy и не предназначался для испытаний. Он был собран 18 марта 2021 года и списан 30 марта 2021 года.
BN2.1 был тестовым баком и предназначался для проверки на прочность сварных соединений под давлением при низких температурах. 9 июня 2021 года бак успешно прошёл первичное криогенное испытание. Второе испытание 18 июня 2021 года с использованием гидравлических имитаторов тяги двигателей также было успешно.
2 июля 2021 года прототип ускорителя Super Heavy B3 был установлен на надстроенный стартовый стол А для проверки конструкции посредством наземных испытаний. 8 июля 2021 года прототип прошёл проверку на герметичность газообразным азотом, а 12 июля криогенные испытания на давление жидким азотом. На ускоритель были установлены три центральных двигателя RC57, 59, и 62. Один из них — до криогенных испытаний, остальные — после. 19 июля 2021 года во время огневого испытания впервые был произведён полноценный запуск трёх двигателей. Также предполагалось возможное проведение дополнительных огневых испытаний с использованием девяти двигателей.
B4 готовился как прототип для первого совместного полёта Starship и Super Heavy. 6 августа 2021 года была произведена первая пробная стыковка B4 и прототипа Starship S20, а 17 декабря 2021 года прототип прошёл криогенные испытания. В дальнейшем пара S20/B4 была списана в пользу S24/B7.
С прототипом B5 не проводилось никаких испытаний, а B6 был преобразован в тестовый бак B6.1 и в мае 2023 года был разрушен во время испытания системы дистанционного уничтожения.